# 용액
용액(溶液, solution)은 둘 이상의 물질로 액체나 기체 등의 물질에 다른 물질이 섞여 들어가 그 조성이 위치에 상관없이 균질하게 된 것을 말한다. 이때 용액의 대부분을 이루는, 용액의 매체가 되는 물질을 용매라고 하며, 용매에 섞여 들어가는 물질을 용질이라고 한다. 용질이 용매에 섞여 들어가는 용해는 반드시 화학적 변화를 수반하지는 않지만, 그 과정에서는 계에 자유 에너지의 출입이 일어난다.

## 용액의 조성
앞서 언급했듯이, 용액은 용매와 용질로 나눌 수 있다. 조성에 대해 살펴보면, 먼저 일반적인 질량 퍼센트 가 있다. 이는 각 성분 물질의 질량 퍼센트로 정의한다.  다음으로, 화학에서 자주 쓰이는 몰분율이라는 척도가 있다. 세 번째로, 용액에서는 보통 농도의 척도를 사용하는데, SI단위인 단위 부피당 몰 수는 화학에서는 불편하므로 1L당 용질의 몰 수로 정의한 몰농도를 사용한다. 마지막으로, 몰랄농도란 농도의 척도가 있는데, 이는 용매의 단위 질량당 용질의 몰 수로 정의된다.

## 용액의 총괄성
이상 용액
용질과 용질 사이, 용매와 용매 사이, 용매와 용질 사이의 인력이 동일한 용액을 이상 용액이라고 하는데, 이 이상 용액에서 위의 '용액의 총괄성'이 성립한다. 이상 용액의 조건을 만족하게 되면, 용질의 종류에는 상관 없이 용질의 양(농도)에 따라서 용액의 성질이 결정되게 된다. 즉, 물질을 구성하는 분자의 종류와는 상관없이 그 수에 의해서 성질이 결정된다. 이는 다음의 네 가지 특성의 원인이 된다.
- 순수한 용매에 대한 비휘발성 용질이 용해된 용액의 증기압 내림
- 끓는점 오름
- 어는점 내림
- 삼투 현상

이를 용액의 총괄성이라 부르며, 용질의 종류에 상관 없이 농도에만 의존하는 용액의 특성값들이다.
- 순수한 용매에 대한 비휘발성 용질이 용해된 용액의 증기압 내림

증발은 용매, 혹은 용액의 표면에서 일어난다. 증기압이란, 어떤 온도에서 용매의 기화<->액화 현상이 동적 평형 상태를 이룰 때의 증발된 용매가 나타내는 압력이다. 증발은 용매가 기화되는 현상이기 때문에, 용액은 순수한 용매에 비하여 비휘발성, 비전해질 용질이 용해된 용액은 표면에 용질 입자가 존재하는 만큼 증발이 줄어든다. 그 이유는 용매만 있는 경우에는 표면에서 용매 분자가 용액의 모든 표면으로부터 증발을 하지만, 용질의 입자수가 많으면 많을수록 용질이 차지하는 상대적인 표면 면적이 넓어져서 용매 분자의 증발을 방해하기 때문이다. 그럼으로 결국 증기압이 낮아지게 된다. 이 현상이 증기압 내림이며, 증기압 내림의 효과를 식으로 나타내어 보면,
{\displaystyle {\rm {\ P=P_{0}(1-X_{s})\ }}} (Xs : 용질의 몰 분율)
이다. 위의 식은 이전의 설명으로부터 쉽게 이해할 수 있다.
- 끓는점 오름

끓는점 오름의 현상은 증기압 내림의 설명으로부터 이해할 수 있다. 특정 온도에서 용액의 증기압이 내려간다는 것은, 순수한 용매의 끓는점에서의 증기압이 1기압이 되지 못한다는 것이다. 이 뜻은, 온도가 기존 끓는점보다 더 높아야 용액의 증기압이 1기압이 되고, 용액이 끓을 수 있다는 의미이다. 끓는점 오름의 식은 다음과 같이 나타난다.
{\displaystyle {\rm {\ T_{b}=K_{b}*m_{s}\ }}} ms : 용질의 몰랄농도
이 때, Tb는 끓는점 오름이고, Kb는 끓는점 오름 상수이다.
- 어는점 내림

어는점의 정의 또한, 화학적으로 해석하여 보면 용액의 증기압과 용액의 고체상태의 증기압이 같아지는 순간이라고 볼 수 있다. 이 때, 용액의 고체상태는 순수한 용매만으로 이루어지므로 온도에 따른 증기압 곡선이 그대로이고, 용액은 온도에 따른 증기압 곡선이 y축의 음의 방향으로 이동한 모양이기 때문에 마찬가지 원리로 이번에는 용액에서 어는점이 낮아지게 된다.
이를 식으로 나타내면,
{\displaystyle {\rm {\ T_{f}=K_{f}*m_{s}\ }}}
Tf는 어는점 내림이고, Kf는 어는점 내림 상수이다.
몰랄농도는 용질의 몰수와 비례하는 값이므로, 끓는점 오름과 어는점 내림 현상 역시 증기 압력 내림과 마찬가지로 용질의 양에 비례하는 총괄성을 나타내는 성질 중의 하나라고 할 수 있다.
- 삼투압

기본적인 내용은 삼투를 참조하라. 삼투 현상은 반투막이 있을 때 평형으로 가는 과정이다. 반투막이 없다면 용질이 이동하여 평형을 이루겠지만, 이게 반투막에 의하여 불가능하니 용매가 이동하게 되는 것이다. 이 때, 반투막 사이의 압력은 삼투압으로 표현이 되는데, 삼투압의 식은
Π = CRT 로 나타난다.
- 용액의 총괄성의 이용

총괄성은 분자량을 결정하는데 이용된다. 순수한 용매에서의 증기압 내림, 끓는점 오름 등의 성질을 측정한 후, 일정 농도의 용질을 첨가한 용액에서 같은 성질을 측정, 비교해서 비휘발성 용질의 분자량을 구할 수 있기 때문이다. 고분자 물질의 분자량을 구하고자 할 때는 삼투압을 이용해서 구하기도 한다.

## 묽은 용액
설탕을 물에 녹였을 때, 설탕의 양이 적은 묽은 용액의 경우는 겉으로 보기에는 물과 조금도 다르지 않다. 그러나 설탕을 많이 녹이면 시럽 상태가 되어 끈적끈적해진다. 이와 같이, 용액은 묽을 때와 진할 때 그 성질이 달라진다. 묽은 용액에 대해서는 지금까지 많이 연구되어 용질의 종류가 달라도 공통적인 성질을 나타내는 것으로 알려져 있다.

## 같이 보기
- 용해